# ФК Спартак (Търнава)
Спартак (на словашки: Futbalový klub Spartak Trnava) е футболен клуб от град Търнава, Словакия.
Той е сред най-успешните отбори в историята на страната.

## История

### Създаване
Клубът е създаден на 30 май 1923 година при обединението на Šk Čechie и ČšŠk, като първоначалното име на новия отбор е TSS Trnava. По време на комунистическия режим е причислен към металната индустрия и е преименуван на TJ Kovosmalt(„Метален лак“). През 1952 година отбора приема настоящето си име.

### Златна ера
Златната ера на „Спартак“ почва през сезон 1966/67. Отборът на легендарния треньор Антон Малатински е на 1-во място през есенния полусезон, но до края на сезона устоява едва 3-то място. Голям успех е постигнат в купата на „Митропа“. „Спартак“ бие „Хонвед“, „Лацио“ и „Фиорентина“, а на финала губят от ФК „Уйпещ“ от Унгария. През следващия сезон „Спартак“ печели първата си запомняща се титла. Достигат полуфинал на КЕШ, където се изправят срещу „Аякс“. Това е и най-голямото постижение на отбора в международните турнири. Треньорът Ян Хуцко извежда отбора до втора шампионска титла. През 1970/71 и 1971/72 Търнава печели трета и четвърта шампионски титли под треньорството на Валер Швец и Антон Малатински. Отборът също достига четвъртфинал на КЕШ през 1973 и 1974. С последната шампионска титла през 1973/74 се слага краят на златната ера за „Спартак“.

### 1990-те
През 1995/96 г. Спартак завършва трети, през 1996/1997 остават втори, следващият сезон с нов треньор повторно завършват втори. След това през 1998/99 пак стават трети. С което се изчерпват и успехите на Спартак.

## Предишни имена
| Години | Име                                                                                   |
| ------ | ------------------------------------------------------------------------------------- |
| 1923   | ТСС Търнава TSS Trnava                                                                |
| 1939   | СК „Рапид“ Търнава (вливане) SK Rapid Trnava                                          |
| 1948   | „Сокол“ НВ Търнава Sokol NV Trnava                                                    |
| 1949   | Динамо Търнава в ЗТЙ Ковосмалт Търнава (сливане) Dinamo Trava in ZTJ Kovosmalt Trnava |
| 1953   | ДСО Спартак Търнава DSO Spartak Trnava                                                |
| 1962   | ТЙ Спартак Търнава TJ Spartak Trnava                                                  |
| 1967   | Спартак ТАЗ Търнава Spartak TAZ Trnava                                                |
| 1988   | Спартак ЗТС Търнава Spartak ZTS Trnava                                                |
| 1993 - | ФК Спартак Търнава FC Spartak Trnava                                                  |

## Успехи
Чехословакия:
- Шампионат на Чехословакия
  -  Шампион (5): 1967/68, 1968/69, 1970/71, 1971/72, 1972/73
  -  Вицешампион (1): 1969/70
  -  Бронзов медалист (1): 1966/67
- Купа на Чехословакия
  -  Победител (3): 1970/71, 1974/75, 1985/86
  -  Финалист (1): 1990/91

 СЛОВАКИЯ:
- Фортуна лига (Висша лига)
  -  Шампион (1): 2017/18
  -  Вицешампион (3): 1996/97, 1997/98, 2011/12
  -  Бронзов медалист (9): 1996, 1999, 2006, 2009, 2014, 2020/21, 2022/23, 2023/24, 2024/25
- Купа на Словакия
  -  Победител (4): 1997/98, 2018/19, 2022/23, 2024/25
  -  Финалист (5): 1995/96, 2005/06, 2007/08, 2009/10, 2023/24
- Суперкупа на Словакия
  -  Победител (1): 1998
- 2. лига (2 ниво)
  -  Шампион (1): 2000/01

### Международни
- Шампионска лига / Купа на европейските шампиони
  - Полуфинал (1): 1968/69
  - 1/4 финал (2): 1972/73, 1973/74
- Купа Митропа:
  -  Победител (1): 1966/67
  -  Финалист (1): 1967/68
- Купа Рапан:
  -  Победител (3): 1974, 1976, 1979